# 가상 머신 탈출
컴퓨터 보안에서, 가상 머신 탈출은 가상 머신과 호스트 운영 체제와의 상호 작용을 깨는 과정이다. 가상 머신은 일반 호스트 운영 체제에서의 완전하게 고립된 게스트 운영 체제의 설치이다. 2008년 VM웨어의 취약점(CVE-2008-0923)은 VM웨어 워크스테이션 6.0.2와 5.5.4에서 가상 머신 탈출을 가능하게 만들었다. Cloudburst 라고 이름붙여진 완전하게 작동하는 익스플로잇은 이뮤니티 CANVAS라는 상업용 침투 테스트 도구를 위해 이뮤니티 사에 의해 개발되었다. Cloudburst는 블랙 햇 USA 2009에서 발표되었다.

## 이미 알려진 취약점들
- CVE-2007-1744 : VM웨어의 공유 폴더 기능에서의 디렉토리 순회 취약점
- CVE-2008-0923 : VM웨어의 공유 폴더 기능에서의 디렉토리 순회 취약점
- CVE-2009-1244 Cloudburst: VM웨어의 VM 디스플레이 기능
- CVE-2012-0217 : Xen 4.1.2 이전에서의 x86-64 커널 시스템 호출 기능
- CVE-2014-0983 : 오라클 버추얼박스 3D 가속 다중 메모리 오염
- CVE-2015-3456 VENOM: QEMU의 가상 플로피 디스크 제어장치에서의 버퍼 오버플로
- CVE-2015-7835 Xen 하이퍼바이저: PV 게스트에 의한 제어되지 않은 큰 페이지 매핑 생성.
- CVE-2016-6258 Xen 하이퍼바이저: 비용이 큰 재검증을 건너뛰기 위해 일어난 것으로, PV pagetable 코드가 이미 존재하는 pagetable 엔트리들을 업데이트하기 위해 빠른 경로를 갖는다(예를 들면 단지 Access/Dirty 비트들만 지운다던지). 안전하다고 여겨진 이 비트들이 실제로 안전하지 않은 것으로 알려짐.
- CVE-2016-7092 Xen 하이퍼바이저: 32비트 PV 게스트에게 L3 순회 pagetable을 허용하지 않음.
- CVE-2017-0075 Hyper-V 원격 코드 실행 취약점
- CVE-2017-0109 Hyper-V 원격 코드 실행 취약점
- CVE-2017-4903 VM웨어 ESXi, Workstation, Fusion: SVGA 드라이버가 게스트가 호스트에서 코드를 실행할 수 있게 하는 버퍼 오버플로우 취약점을 갖음.[7]